# Cibinong (Jatiluhur)
Cibinong is een bestuurslaag in het regentschap Purwakarta van de provincie West-Java, Indonesië. Cibinong telt 4334 inwoners (volkstelling 2010).